# 長谷川英晴
長谷川 英晴（はせがわ ひではる、1959年5月7日 - ）は、日本の政治家。自由民主党所属の参議院議員（1期）、総務大臣政務官。

## 来歴
千葉県出身。現在も千葉県在住。1984年3月に東北大学経済学部を卒業。同年4月から1995年5月までは大東京火災海上保険で勤めた。1995年6月に郵政省に入省し、山田郵便局長を務めた。2009年2月より千葉県東南地区郵便局長会会長、2016年3月より関東地方郵便局長会会長、2018年5月より全国郵便局長会副会長、2021年5月より全国郵便局長会相談役。
2021年7月14日、自由民主党が翌年夏に予定される第26回参議院議員通常選挙参議院比例区に長谷川を擁立すると発表。2022年7月10日に参院選の投開票が行われ、長谷川は比例区の全候補者中5位の41万4千票を獲得し初当選した。
2024年11月13日、第2次石破内閣で総務大臣政務官に就任。

## 選挙歴
| 当落 | 選挙                     | 執行日         | 年齢 | 選挙区       | 政党       | 得票数     | 得票率 | 定数 | 得票順位 /候補者数 | 政党内比例順位 /政党当選者数 |
| ---- | ------------------------ | -------------- | ---- | ------------ | ---------- | ---------- | ------ | ---- | ------------------ | ---------------------------- |
| 当   | 第26回参議院議員通常選挙 | 2022年07月10日 | 63   | 参議院比例区 | 自由民主党 | 41万4197票 | 2.26%  | 50   | /                  | 4/18                         |